# Klavierstück X (Stockhausen)
Das Aloys Kontarsky gewidmete Klavierstück X ist das zehnte Klavierstück von Karlheinz Stockhausen, der insgesamt 19 Klavierstücke schrieb. Es entstand 1954 und wurde vom Komponisten 1961 überarbeitet. Die Uraufführung fand 1962 im Rahmen der 3. Settimana Internazionale Nuova Musica in Palermo durch Frederic Rzewski statt.

## Allgemeiner Charakter
Dem Kenner der vor 1900 entstandenen europäischen klassischen Musik eröffnet sich mit diesem Stück eine völlig andersartige Welt: Kategorien wie Melodie, Harmonik und Kontrapunkt treten zurück gegenüber allgemeinen strukturellen Verläufen, schroffen Gegensätzen, asymmetrischer Rhythmik, Abbrems- und Beschleunigungsereignissen, langen eingefärbten Ruhepunkten, Klangtransformationen, Verbund- und dekomponierten Klängen. Mit der älteren Musik hat das Werk gemeinsam, dass sich der allgemeine formale Verlauf dem aufmerksamen Hörer bereits beim ersten akustischen Nachvollzug erschließt. Dies ist in der neuen Musik keine Selbstverständlichkeit.

## Musikalischer Verlauf der ersten Sekunden
Das Stück setzt an mit einer akzentuierten großen Terz f-a in mittlerer Lage, der eine durchsichtige Textur aus dahinhuschenden chromatischen Läufen, zerklüfteten leisen Notenfolgen und darin eingewebten, dynamisch abgesetzten und länger klingenden Einzelnoten fis-d-g-e-dis-f folgt. Eine Fermate auf dem letzten f führt zu einem kurzen Innehalten, worauf sich der Satz durch 3-tönige Mikrocluster mit hervorgehobener Hauptnote verklumpt. Im Anschluss daran vermischt sich dieses Material, es finden leichte klangliche Verdichtungen statt und der Tonraum erweitert sich nach unten. Der Formteil endet schließlich mit dem Intervallsprung fis′-f″.
Nach diesem je nach Interpret 20-33 Sekunden dauernden Part ändert sich die akustische Welt radikal. Den bislang zwischen mezzo-forte und dreifachem piano changierenden luftigen Satz unterbrechen jäh brutal gehämmerte, sich beschleunigende Doppelunterarm-Cluster, die sich in ihrer Dynamik vom brachialen dreifachen forte bis zum piano entwickeln. Der Anfangscluster dieser Gruppe weitet den Tonraum erheblich nach oben aus; die Clusterkaskade zieht sich schließlich wieder auf den zu Beginn des Stückes bestehenden Tonumfang zusammen, so dass sich die Arme leicht überlappen.
Es folgen Fünfton- und Zweitonakkorde in weiter Lage mit eingestreuten raschen Clusterarpeggien, worauf das Stück schließlich auf einem Fortissimo-Cluster seine erste maximale spektrale Ausdehnung nach oben und unten erreicht. Cluster und 6-Tonakkorde lassen den Tonraum wieder kollabieren und die Bewegung hält kurz auf einer extrem verzögerten Bassclusterrepitition inne. In einer nachfolgenden Accelerandobewegung spreizen sich die Akkorde und Cluster wieder stark auf und die Komposition verharrt schließlich auf einem äußerst schnell repetierten, an- und abschwellenden viergestrichenen f, das während seines dynamischen Forte-Fortimissimo-Maximums lediglich ganz kurz durch den Impuls des um einen Tritonus tieferen dreigestrichenen h unterbrochen wird.

## Gegensätze als Strukturmerkmal
Je nach Interpret sind bis hierhin erst 30 (Rzewski) oder 55 (Wambach) Sekunden vergangen. Ein wesentliches Element des Stückes hat sich bereits entfaltet: der Gegensatz zwischen unterschiedlichen Materialien. Kontrast ist nur die einfachste Art des formalen Geschehens; im Verlauf des Stückes findet eine Vermittlung zwischen Gegensätzen wie laut/leise, langsam/schnell, kurz/lang, melodisch/chromatisch, eng/weit, Klang/Geräusch, individuelle Gestalten / massenhafte Komplexe statt. Zu Beginn beherrschen die Gegensätze das Geschehen, ganz allmählich bilden sich aber erkennbare Gestalten heraus.
Die Eckwerte der präsentierten Gegensätze reichen an die Grenze des Spielbaren: Äußerste Aktionsgeschwindigkeit („so schnell wie möglich“) steht gegen das völlige Ausklingenlassen nach dem Anschlag, extreme dynamische Gegensätze zwischen dreifachem forte und dreifachem piano folgen rasch nacheinander, äußerste Geräuschhaftigkeit durch doppelte Armcluster kontrastiert mit Einzelnoten.
Zwischen all diesen Extremen vermittelt Stockhausen jedoch durch reichhaltig differenzierte Abstufungen: So füllt Stockhausen beispielsweise die klangliche Lücke zwischen dem einzelnen Ton und dem durch den breitesten Cluster gebildeten weißen Rauschen durch eine Skala sorgfältig abgestimmter Cluster und Akkorde mit unterschiedlicher Dichte und Weite.

## Gefärbte Stille
Stößt die Aktionsdichte des Stückes in bis dahin kaum gewagte Dimensionen, so findet sich auch ihr Gegenteil, das allmähliche Verklingen der Saiten bis in fast unhörbare Gefilde hinein. Die Pausen sind in der Komposition nicht nur einfach Stille, sondern vielmehr gefärbte Stille, in die Pausenereignisse eingebettet sind, welche das Material wie mit einer Lupe ausloten. Jeder Klang erhält dort viel Zeit; wo eben in einer bestimmten Zeiteinheit noch 80 Anschläge stattfanden, wird nun dem langsamen Verhallen eines singulären Schallereignisses gelauscht.
Dem Ohr fallen hier die zahlreichen Umwandlungen der Klänge auf, die durch einen sehr entwickelten Gebrauch des rechten Pedals oder besondere Anschlagsarten entstehen. Der einfachste Fall ist das bloße Ausklingenlassen der Saiten, so dass sich gut verfolgen lässt, wie zuerst die hohen und später erst die tieferen Töne erlöschen. Eine besonders auffallende Stelle ist auf Seite 11 der Partitur zu finden, bei der aufsteigende sich bis zum fff dynamisch entwickelnde Clusterleitern bei gedrücktem rechten Pedal frei ausschwingen dürfen. Stockhausen wendet jedoch auch noch eine ganze Reihe differenzierender Techniken an, wie halb gedrücktes Pedal, unmittelbares erneutes stummes Niederdrücken der Tasten nach dem Anschlag, allmähliches Loslassen des rechten Pedals, stummes Niederdrücken von Tasten und Anregenlassen von Echosaiten. Hier zeigt sich die Affinität des Komponisten zur elektronischen Musik, in der Hüllkurven modifiziert und Filterungen vorgenommen werden.

## Serielle Struktur
Ausgangspunkt der Form des Stückes ist die Zahlenreihe 7 1 3 2 5 6 4. Man erkennt, dass es sich um einen Ausschwingvorgang handelt, in dem vom maximalen Ausschlag beginnend über alternierend sich verringernde Schwankungen die Mitte erreicht wird. Das Stück zählt zur sogenannten seriellen Musik, in der musikalische Parameter in Reihen organisiert werden. Als Parameter dienen Kategorien wie Dauern, Dynamikwerte, Dichteverhältnisse, Tonigkeit (Notenname) und Lage. Die Zahlenreihe kann man als eine Art Superformel für das Stück auffassen, durch die das meiste organisiert ist. Stockhausen wendet zahlreiche Transformationen auf die Reihe an, etwa Rotation, Inversion und Permutation.
Das Werk besteht aus 7 Phasen, denen ein massiver Anfangskomplex vorangestellt ist, der gewissermaßen in Zeitraffer die Formentwicklung vorwegnimmt. Dieser erste Teil ist zu Ende, wo der Hörer das ganz zu Anfang vernommene einstimmige Material zum ersten Mal wiederhört, worauf sich die erste Pause entfaltet.
Die Komposition dreht sich um die Vermittlung von relativen Ordnungs- und Unordnungsgraden. Ein geringer Ordnungsgrad wird mit Ausgeglichenheit der vorkommenden Parameterwerte und größerer Wahrscheinlichkeit von kräftigen Unterschieden assoziiert, ein höherer Ordnungsgrad mit größerer Eindeutigkeit, geringerer Dichte und stärkerer Vereinzelung der Ereignisse.

## Analyse von Herbert Henck
Nach Herbert Henck geht es Stockhausen nicht um bloße Gegensätze, sondern um ein In-Verbindung-treten der Extreme. In der Analyse von Herbert Henck lässt sich nachvollziehen, dass zum Ausdrücken der äußersten Unordnung die gleichen strengen Organisationsprinzipien angewendet werden, wie sie in den Passagen mit einheitlicherem Material wirken. Anders ausgedrückt: Selbst im größten Chaos herrschen noch die gleichen strikten seriellen Prinzipien wie anderswo. Geleitet ist dieses Verfahren von der Forderung nach Widerspruchslosigkeit der Ordnung im Einzelnen und im Ganzen, dem Gedanken des Einen im Ganzen und des Ganzen im Einen.
Vermittelt wird zwischen Beginn und Ende, dem Chaos und der Ausgeglichenheit. Dabei kristallisieren sich im Verlauf zunehmend mehr Gestalten mit charakteristischem Material heraus. Der immer größer werdenden Vereinzelung dieser Gestalten wirkt Stockhausen dadurch entgegen, dass er gegen Ende diese Gestalten zu einer übergeordneten Gestalt vereinigt. So klingt das Stück mit leisen Einzelnoten und vierstimmigen Akkorden im pp und ppp aus. Im letzten Anschlag rutscht einer der tiefen Einzelnoten unter den Schlussakkord in extrem hoher Lage. Dieser Schlussklang verhallt leise.

## Interpretationen
Die Komposition haben Frederic Rzewski, Aloys Kontarsky, Florent Boffard (in Ausschnitten auf seiner Webseite verfügbar), Herbert Henck, Bernhard Wambach und Ellen Corver eingespielt. Die Aufnahmen betonen entweder wie bei Rzewski/Kontarsky die Dynamik und Rasanz (Anweisung von Stockhausen in der Partitur: „so schnell wie möglich“) oder legen mehr Wert auf Durchhörbarkeit (Wambach):
| Interpret        | Aufnahme | Dauer  | Datenträger | Nummer                               |
| ---------------- | -------- | ------ | ----------- | ------------------------------------ |
| Frederic Rzewski | Dez 1964 | 23 min | Vinyl       | Wergo 600 10                         |
| Frederic Rzewski | Dez 1964 | 23 min | Vinyl       | Hör Zu SHZW 903 BL                   |
| Frederic Rzewski | Dez 1964 | 23 min | Vinyl       | Heliodor 2 549016                    |
| Frederic Rzewski | Dez 1964 | 23 min | Vinyl       | Mace S 9091                          |
| Aloys Kontarsky  | Nov 1965 | 22 min | Vinyl       | CBS S 72 59 1/2                      |
| Aloys Kontarsky  | Nov 1965 | 22 min | Vinyl       | CBS 32 210008                        |
| Aloys Kontarsky  | Nov 1965 | 22 min | Vinyl       | CBS S77209                           |
| Aloys Kontarsky  | Nov 1965 | 22 min | CD          | Sony Classical S2K 53346             |
| Herbert Henck    | 1986     | 25 min | Vinyl       | Wergo 60135/36                       |
| Herbert Henck    | 1986     | 25 min | CD          | Wergo 60135/36-50                    |
| Herbert Henck    | 1986     | 25 min | CD          | Wergo 60135/36-50                    |
| Bernhard Wambach | 1987     | 29 min | Vinyl       | Schwann Musica Mundi VMS 1067        |
| Bernhard Wambach | 1987     | 29 min | CD          | Koch Schwann Musica Mundi 310 009 H1 |
| Ellen Corver     | Jun 1997 | 27 min | CD          | Stockhausen Verlag CD 56B            |

Beim Medium Langspielplatte (Vinyl) können harte Akzente, die in einer längeren Pause eingeschoben sind, als Prä- und Postecho eine Rille vorher und nachher hörbar sein. Das trifft in allerdings sehr viel geringerem Umfang auch auf die CD-Fassung der analogen Einspielung mit Aloys Kontarsky zu. Hier ist Bandübersprechen die Ursache. In der Kontarsky-Aufnahme hört man außerdem in den Pausen gelegentlich von ferne rufende Kinderstimmen.